# مایکل لونزدل
مایکل لونزدل (فرانسوی: Michael Lonsdale‎؛ زادهٔ ۲۴ مهٔ ۱۹۳۱ – درگذشته ۲۱ سپتامبر ۲۰۲۰) بازیگر فرانسوی بود. وی از سال ۱۹۵۶ میلادی تا زمان مرگ مشغول فعالیت بود.
از فیلم‌هایی که وی در آن نقش داشته‌است، می‌توان به زن چپ‌دست، مصائب بالتازار کوبر، مونیخ، نام گل سرخ، آگورا، شبح آزادی، رونین، روز شغال، اشباح گویا، گذرگاه، جفرسون در پاریس، آقای کلاین و آخرین معشوقه اشاره کرد.